# یاشنگتس ایوژتسکی دولنه
یاشنگتس ایوژتسکی دولنه (به لاتین: Jasieniec Iłżecki Dolny) یک روستا در لهستان است که در گمینا ایوژا واقع شده‌است.